# Altenach
Altenach (Àltànach in alsaziano) è un comune francese di 390 abitanti situato nel dipartimento dell'Alto Reno nella regione del Grande Est.

## Società

### Evoluzione demografica
Abitanti censiti